# 塞尔维亚帝国
塞尔维亚帝国位于巴尔干半岛，由塞尔维亚人于1346年建立，1371年灭亡，是当时欧洲最大的国家之一。
塞尔维亚国王斯特凡·乌罗什四世·杜尚开疆扩土，于1346年加冕为“塞尔维亚人和希腊人的皇帝”，建立了塞尔维亚帝国。帝国北起多瑙河，南至科林斯湾，首都位于斯科普里，而最繁荣的地区是科索沃。但他的儿子斯特凡·乌罗什五世丢失了杜尚征服的大部分领土。
1371年，乌罗什五世去世，帝国分裂并事实上灭亡。在分裂出的诸国中，最大的是摩拉维亚塞尔维亚。

## 历史

### 建立
斯特凡·乌罗什四世·杜尚是塞尔维亚国王斯特凡·乌罗什三世（公元1322–1331年在位）的儿子。在乌罗什三世登基后，杜尚被封为“小国王”（意为“年轻的国王”）。在中世纪塞尔维亚，该头衔意味着很大的权力。
乌罗什三世不希望杜尚继位，希望幼子西缅·乌罗什继位。不过，杜尚获得了塞尔维亚贵族的支持。父子间的矛盾持续升级，乌罗什三世突袭杜尚的领地泽塔后，矛盾公开爆发。1331年9月8日，杜尚夺取了王位，并囚禁了乌罗什三世。
1333年，杜尚进攻安德洛尼卡三世治下的拜占庭帝国。拜占庭帝国的将军叙尔吉安尼斯·帕里奥洛格斯·菲洛桑西诺斯（希臘語：Συργιάννης Παλαιολόγος Φιλανθρωπηνός）说服希腊城市向杜尚投降，为杜尚的远征贡献良多，是杜尚军中的关键人物。围攻塞萨洛尼基时，叙尔吉安被拜占庭间谍暗杀了，远征没能继续下去。
到1345年，杜尚将王国扩展到比当时的拜占庭帝国和保加利亚第二帝国还要大，占有半个巴尔干。因此，杜尚在塞雷称帝（意为凯撒或沙皇）。1346年4月16日，杜尚又在斯科普里加冕为“塞尔维亚人和希腊人的皇帝”，宣称是拜占庭帝国的继承者。同时，杜尚又命其子，之后的乌罗什五世，在名义上统治塞尔维亚，而自己除统治全国外，专门负责新征服的拜占庭土地。这些举动激怒了拜占庭，得到了保加利亚沙皇伊凡·亚历山大的支持。

### 烏羅什四世·杜尚时期
杜尚倍增了塞尔维亚的土地，领有摩拉维亚塞尔维亚、科索沃、泽塔，现代的北马其顿、阿尔巴尼亚，以及一半的现代希腊领土和部分现代波黑领土。杜尚通过围城而非野战进行征服，主要向南、向东拓张。当拜占庭帝国忙于应付第四次十字军东征后日益恶化的局势时，杜尚发动了针对拜占庭的远征，夺取了色萨利、阿尔巴尼亚、伊庇鲁斯和大部分的马其顿。
1330年，塞尔维亚人在维尔巴兹德击败了保加利亚沙皇米哈伊尔·希什曼，改变了巴尔干的权力平衡，为塞尔维亚占领大部分马其顿提供了条件。1331年，杜尚迎娶了继任沙皇伊凡·亚历山大的妹妹海伦娜，塞、保两国成为盟友，直到1365年。1340年，杜尚迫使拜占庭皇帝签署条约，确认了塞尔维亚帝国主权领土北起多瑙河，南至科林斯湾，东抵马里查河，西达亚得里亚海，还包括远至埃迪尔内的部分南保加利亚。
杜尚统治着大部分中巴尔干半岛，向前拜占庭摄政约翰六世提供庇护并与之结盟。
在1349年和1354年，为规范帝国治理和塞尔维亚正教会运作，杜尚陆续颁布了《斯特凡·杜尚法典》。法典以罗马法和斯拉夫习惯法为基础，源自《圣萨瓦教规汇纂》，管辖社会各阶层。1355年，杜尚开始策划新的远征，但在12月因不明疾病突然去世。

### 烏羅什五世时期
帝国过度扩张，未能巩固领土，因此，当杜尚的儿子斯特凡·烏羅什五世继承皇位后，逐渐形成割据局面。奥斯曼土耳其的崛起与乌罗什五世的无能也使得帝国难以维系。在1371年的马里查战役中，乌罗什五世惨败于奥斯曼土耳其，不久就去世了。死后无嗣。

### 崩溃与遗产
奥斯曼土耳其于马里查战役中击败乌罗什五世后，夺取塞尔维亚南部，建立了数个附庸国。摇摇欲坠的帝国无力抵抗。
乌罗什五世死后，贵族们无法就继承人达成一致，帝国由争斗不休的领主统治。最强大的一位是公爵拉扎尔·赫雷别利亚诺维奇，封地位于今天的中塞尔维亚。在1389年的科索沃战役中，他与奥斯曼土耳其交战。该战役的胜负尚无定论，但不久塞尔维亚即崩溃。1394年，拉扎尔的继任者斯特凡·拉扎列维奇成为奥斯曼土耳其的附庸，1402年，他又抛弃了奥斯曼并与匈牙利结盟。之后奥斯曼土耳其和匈牙利不断在塞尔维亚角力。
1453年，奥斯曼土耳其征服了君士坦丁堡，又在1458年征服雅典，1459年吞并塞尔维亚，1461年是摩里亚。在随后的奥斯曼统治下，塞尔维亚帝国成为塞人国家意识的代表，在塞尔维亚民族认同中发挥基本作用。

## 法律
在一系列军事征服后，皇帝斯特凡·乌罗什四世·杜尚将重心转向帝国治理。杜尚延续历任塞尔维亚国王编篡成文法的工作，制定了《斯特凡·杜尚法典》，与《民法大全》和《安提阿教會法彙編》一起，构成了塞尔维亚帝国的法律体系。
《斯特凡·杜尚法典》共含201项条款，适用于社会各阶层，因此被认为是一部中世纪宪法。《法典》的制定历经两届国会，即，1349年的斯科普里国会和1354年的塞雷国会。斯科普里国会上通过135项条款，塞雷国会上又增补66项。国会成员包括主教、贵族和总督，他们负责立法，使得斯拉夫习惯法广泛融入《法典》。罗马法-拜占庭法是《法典》的基础。例如限制司法独立的第172条和第174条，直接来自巴西利卡法典。
杜尚的《法典》根植于塞尔维亚首部宪法——1219年圣萨瓦颁布的《圣萨瓦教规汇编》。《汇编》涵盖世俗民法和教会法，世俗民法基于罗马法，而教会法来自大公会议。
仿照当时的西欧，《法典》确立了一套封建体制，区别对待贵族与农民，获得了贵族的支持。在中央，皇权强大，但受到常设上议院的限制。上议院由大贵族和教长组成，向皇帝提建议。法院、大臣、行政机构的设置基本照搬拜占庭帝国。在地方，设立三级行政区划：州、市、郡和边境郡。郡的地位、权利、义务得到规定。统治郡的贵族称为首领（拜占庭头衔），拥有世袭的自主地，役使依附民，依附民的身份与拜占庭普罗尼亚下的帕罗伊寇伊相同。

## 君主
1. 斯特凡·烏羅什四世·杜尚
2. 斯特凡·烏羅什五世